# Михайлово (Сербия)
Михайлово (серб. Михајлово) — населённый пункт в Сербии, в Воеводине, Средне-Банатском округе, общине Зренянин.

## Население
В селе проживает 1004 жителей, из которых совершеннолетних 803. Средний возраст — 40,5 года (мужчины — 39,7 года, женщины — 41,3 года). В населённом пункте 352 домохозяйств, среднее число членов в которых — 2,85 (данные переписи 2002 года).